# Massime Eterne
(Massime Eterne, sant' Alfonso Maria de' Liguori)
Massime Eterne è uno dei più noti libri classici di spiritualità e ascetismo di sant' Alfonso Maria de' Liguori, dottore della Chiesa, scritto nel 1728; l'opera può essere considerata il «germe» dell'Apparecchio alla morte che l'autore scrisse successivamente.

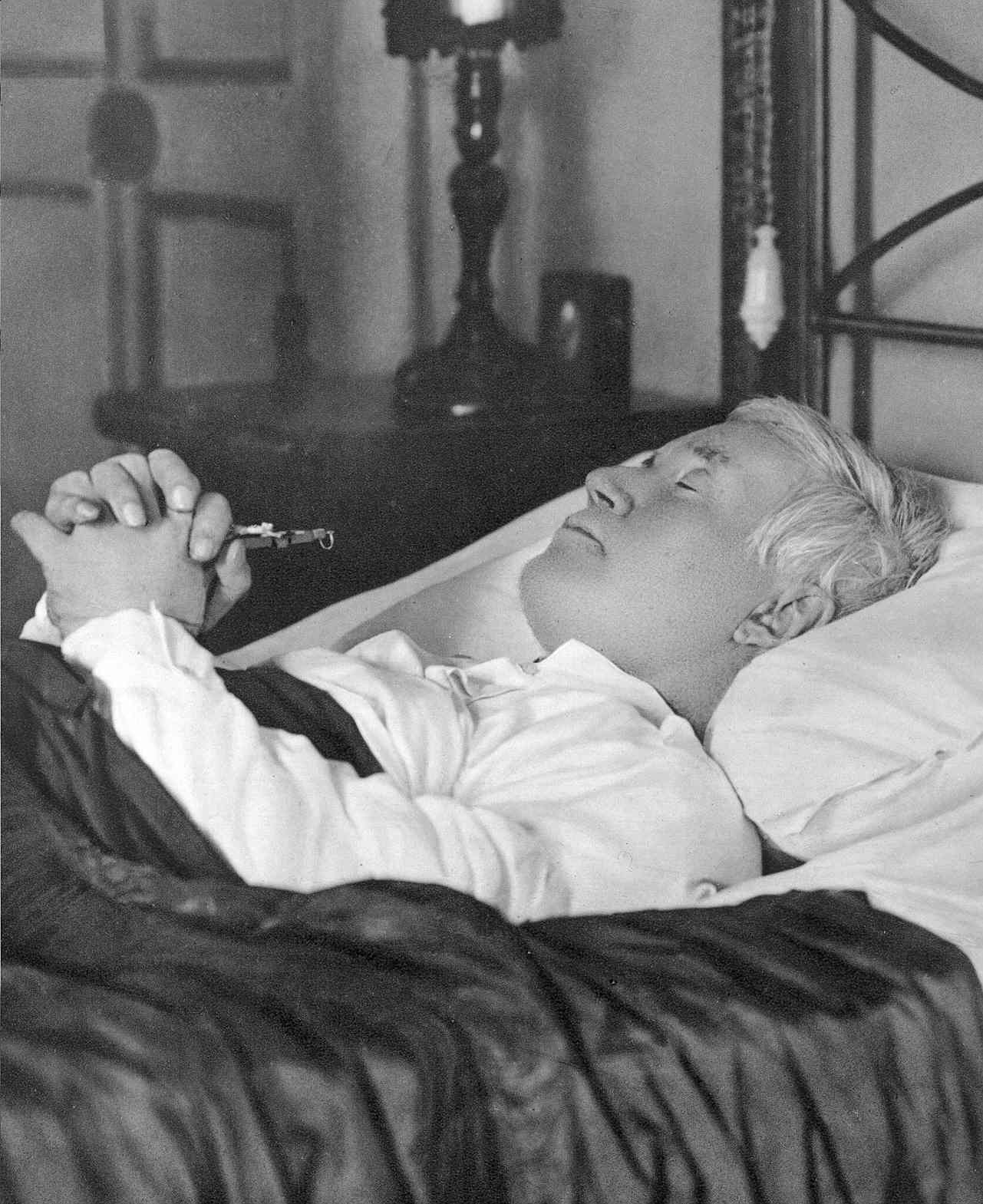
Papa Pio X sul letto di morte all'alba del 20 agosto 1914

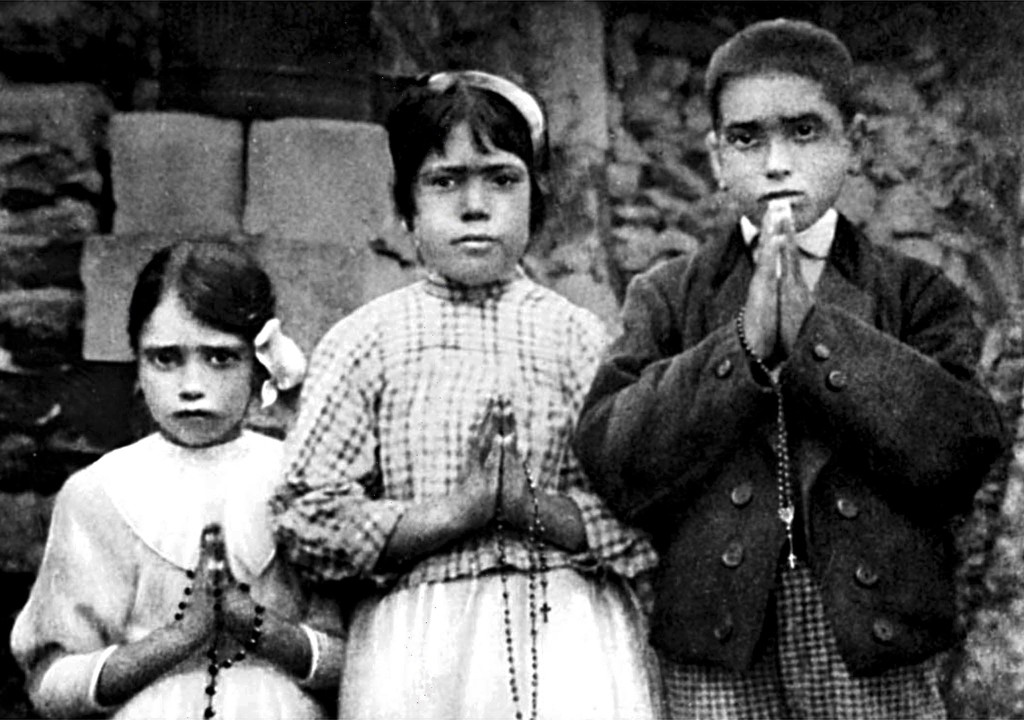
Lúcia dos Santos (al centro) con i cugini Francesco Marto e Giacinta Marto in preghiera recitando il rosario a Fatima in Portogallo nel 1917

## Caratteristiche e contenuto
Nel libro sono presenti le preghiere del mattino, le preghiere comuni, le preghiere della sera.
Le meditazioni di ciascun dì della settimana in cui Sant' Alfonso espone il tema dei Novissimi:
- Prima della meditazione
- Dopo la meditazione

Lunedì: Fine dell'uomo
Martedì: Malizia del peccato mortale
Mercoledì: Morte e Giudizio
Giovedì: Inferno ed eternità delle pene
Venerdì: Passione di Gesù Cristo
Sabato: Il Paradiso
Domenica: La Sacra Famiglia
Prosegue con altre pie pratiche come la Santa messa, la confessione, la santa comunione, la via crucis, al Sacro cuore di Gesù, al Santissimo Nome di Gesù, il S. Rosario, litanie della Madonna, Allegrezze alla Beata Vergine, la preghiera a Maria Addolorata, la preghiera alla B.V. di M. Berico, la Supplica alla Regina del S. Rosario di Pompei (nelle più recenti edizioni), la Novena dell'Assunzione di Maria, la novena dell'Immacolata Concezione, dolori e allegrezze del Patriarca S. Giuseppe, Preghiere ai Santi, Salmi-Inni-Cantici.
L'opera è utile per la formazione e per la preghiera dei cattolici.

## Edizioni
- Alfonso de' Liguori, Massime Eterne, Tipografia dell'Ospizio Apostolico, 1841.
- Alfonso de' Liguori, Massime Eterne e la passione di Gesù Cristo, Coi Tipi della R.S. Camera, 1850.
- Alfonso de' Liguori, Massime Eterne, Gio Batt. Messaggi Editore Tipografo e Librajo, 1873.